# Държавно обвинителство
Държавното обвинителство се създава по силата на „Закона за съдене и наказване виновниците за националната катастрофа“, приет на 22 ноември 1919 г. от XVIII обикновено народно събрание.
Съгласно неговия чл. 5 шестима народни представители са избрани за членове на особена следствена комисия, със задача да проведе предварително следствие. Съгласно чл. 6 е избран и държавен обвинител, който изпълнява длъжността на прокурора.